# Yikʼin Chan Kʼawiil
Yikʼin Chan Kʼawiil – władca Tikál. Zasiadł na tronie w roku 734.